# Emisní ážio
Emisní ážio je rozdíl mezi hodnotou cenného papíru na regulovaném trhu a jeho nominální hodnotou. Emisní ažio můžeme také označit jako jakýsi emisní příplatek k nominální hodnotě. Důvodem je, že investice předpokládá určitou výnosnost, která ovšem ani nemusí nastat.
Emisní ážio není pouze záležitostí akcií, ale obecně jakéhokoli cenného papíru, u něhož se stanoví "přirážka" k nominální hodnotě. Emisní ážio je tak možné určit i u kmenového listu společnosti s ručením omezeným, převod dluhopisu aj.
Stanovení emisního ážia nemá žádný vliv na základní kapitál společnosti. Například u akciové společnosti je základní kapitál stanoven zákonem o obchodních korporacích (90/2012 Sb.) na minimálně 2.000.000 Kč. Pokud proběhne úpis akcií, prodávají se za nominální hodnotu upsané akcie. Vlastník nebo upisovatel této akcie může nicméně akcii dále prodat a tím si k nominální hodnotě stanovit "přirážku", emisní ážio. Nedojde tedy k zásahu do základního kapitálu. S předpokladem, že daná společnost bude v zisku, bude na valné hromadě schválena částka, která bude vyplacena (tzv. dividendy) akcionářům.
Oblast obchodních společností je ovšem široká, a tak je zcela běžné, že už akciová společnost bude nabízet akcie včetně emisního ážia. Důvod může být zcela jednoduchý – předpokládá, že vydělá více, a tak se stává vhodnou investiční nabídkou. V rozvaze se emisní ážio uvádí jako součást vlastního kapitálu.